# Вена
Вена (vena) е кръвоносен съд, част от сърдечно-съдовата система, който пренася кръв към сърцето. В кръвоносната система на повечето животни (вкл. и човека), броят на вените превишава броя на артериите, тъй като повечето артерии се придружават от две вени (дълбока, която е едноименна на артерията и повърхностна).

## Функции
Всички венозни съдове, с изключение на белодробните вени, отвеждат редуцирана кръв от тъканите до дясното предсърдие, което я пренася в дясната камера на сърцето. Дясната камера напомпва кръвта в белодробните артерии, които я отвеждат до белите дробове. Наситената с кислород кръв от белите дробове преминава през белодробните вени, за да достигне до лявото предсърдие и оттам до лявата сърдечна камера.

## Анатомия
Строежът на вените наподобява този на артериите, но има и разлики. Вените имат по-голям диаметър и средният мускул е с един слой по-тънък, което го прави по-слабо еластичен. Затова при заболяване, вените се стесняват и кръвта преминава бавно. Вътрешният слой на някои от вените образува клапи, които позволяват движението на кръвта само в една посока.
Вените се изградени от три слоя:
- Външен слой, който се състои от колагенови и еластични влакна и „външен еластичен лист“;
- Среден слой;
- Вътрешен слой, в чийто състав влизат ендотел и „вътрешният еластичен лист“.